# Teodor d'Heraclea
Teodor d'Heraclea (en llatí Theodorus, en grec antic Θεόδωρος) va ser un dirigent dels arrians sota Constantí I el Gran i Constanci Clor.
Era nadiu d'Heraclea, l'antiga Perint, a la Propòntida, i bisbe d'aquesta seu. Ja de prevere va advocar per les tesis arrianes i va arribar al bisbat amb el suport dels arrians, segons Sant Atanasi d'Alexandria.
Teodoret diu que va ser un dels que va convèncer a Constantí per convocar un concili a Cesarea de Palestina. Després probablement va assistir al concili de Tir l'any 336 perquè va ser un dels delegats que el concili va enviar a Egipte per investigar els càrrecs contra Atanasi]. També va ser un dels que va proposar elevar a Macedoni a la seu de Constantinoble.
L'any 342 va ser enviat com a delegat a l'emperador Constant per portar-li la confessió d'Antioquia. El 343 formava part del grup de bisbes orientals que es va retirar del concili de Sardica i va formar un concili rival a Filipòpolis i el concili de Sardica el va condemnar i deposar, juntament amb altres. Tot i així va conservar el seu bisbat, ja que el concili no tenia mitjans per imposar les seves resolucions. L'any 351 era al concili de Sírmium quan Focí (Photinus) va ser deposat.
Sembla que va morir cap a l'any 355 o potser el 358.
Segons Teodoret va escriure una exposició sobre els Evangelis titulada Τῶν θείων εὐαγγελίων ἑρμηνεία, Expositio Sanctorum Evangeliorum. Jeroni d'Estridó li atribueix uns Commentarii in Matthaeum et in Joannem et in Apostolum et in Psalterium. Corderius, a la seva Expositio Patrum Graecorum in Psalmos, esmenta una obra atribuïda a Teodor (Θεοδώρου ἐπισκόπου Ἡρακλείας Θρᾴκης ἑρμηνεία εἰς τοὺς ψαλμούς, Theodorusi Episcopi Heracleotae Expositio in Psalmos) però la seva autoria és dubtosa.